# Michael Rohde (futbolista)
Michael Rohde   (Copenhaguen, 3 de març de 1894 - Copenhaguen, 5 de febrer de 1979) fou un futbolista danès de la dècada de 1920.
Fou 40 cops internacional amb la selecció de Dinamarca.
Pel que fa a clubs, defensà els colors de B.93.